# Phyllogomphoides praedatrix
Phyllogomphoides praedatrix – gatunek ważki z rodziny gadziogłówkowatych (Gomphidae). Występuje na terenie Ameryki Południowej.